# ابن البراق الأندلسي
أبو القاسم محمّد بن علي بن محمّد الهَمداني الوادي آشي المعروف بـابن البَرّاق (1145 - 14 يونيو 1200) (539 - 1 رمضان 596) عالم مسلم وشاعر عربي أندلسي من أهل القرن الثاني عشر الميلادي/ السادس الهجري. ولد في وادي آش ونشأ بها. روي عن جماعة كبيرة من الشيوخ. نفاه ابن مردنيش إلى مرسية ثم في بلنسية. كان محدّثًا حافظًا وفقيهًا وقد اهتم بالطب والفلك وبرز في الأدب. له عدة مؤلفات وأشعار. 

## سيرته
هو أبو القاسم محمّد بن علي بن محمد بن إبراهيم بن محمد الهَمداني الوادي آشي. ولد سنة 529 هـ/ 1145 م في وادي آش. روي عن جماعة كبيرة من الشيوخ. ولعله بلغ إلى منصب الوزارة. 
ولا يعرف شيئًا من تفاصيل حياته، يبدو أنه كان في أول حياته متصوفًا مُتنسّكًا ثم بدل قليًا. قيل أن الأمير ابن مردنيش غضب عليه ثم نفاه وألزمنه السُّكنى في مرسية ثم في بلنسية. ولما توفي ابن سعد في 571 هـ/ 1176 م عاد ابن البراق إلى موطنه. 
توفي ابن البراق في 1 رمضان 596/ 14 يونيو 1200 ودفن في الثاني منه في مسقط رأسه.

## مهنته
كان أبو القاسم بن البراق محدّثًا حافظًا وراويةٌ مُكثرًا وضابطًا للرواية، وفقيهًا. وكان له نظر واسعٌ في الطب، كما في علم الفلك. وقد برز في الأدب وله أشعار كثير. 

### الدينية
روى عن أبي بحر يوسف بن أحمد بن أبي عيشون، وأبي بكر بن زرقون، وابن قيد، وابن إبراهيم بن المل، وابن النّعمة وصحبه ولقيه بمرّاكش، ووليد بن موفق، وأبي عبد الله بن يوسف بن سعادة ولازمه أزيد من ست سنين وأكثر عنه، وابن العمرسي، وأبي العباس بن إدريس، والخرّوبي وتلا عليه بالسّبع وأكثر عنه وعرض عليه من حفظه كثيرا، وابن مضاء، وأبي علي بن عرب، وأبي القاسم بن حبيش، وابن عبد الجبار، وأبي محمد بن سهل الضرير، وعاشر وقاسم بن دحمان، وأبي يوسف بن طلحة.

أجاز له أبو بكر بن العربي، وابن خير، وابن مندلة، وابن تمارة وأبو الحسن شريح، وابن هذيل، ويونس بن مغيث، وأبو الجليل مفرج بن سلمة، وأبو عبد الله حفيد مكي، وأبو عبد الرحمن بن مساعد، وأبو عامر محمد بن أحمد السالمي، وأبو القاسم ابن بشكوال، وأبو محمد بن عبيد الله، وأبو مروان البيّاضي، وابن قزمان، وأبو الوليد بن حجاج. 

روى عنه ابنه أبو القاسم وأبو الحسن بن محمد بن بقي الغسّاني، وأبو عبد الله محمد بن يحيى السّكري، وأبو العباس النّباتي، وأبو عمرو بن عيّاد وهو أسنّ منه، وأبو الكرم جودي. 

### الأدبية
كان أديبًا بارعًا وكاتبًا مُكثرًا، سريع البديهة في النظم والنثر حتى قال عنه ابن خيرة المواعيني « ما رأيت في عباد الله أسرع ارتجالا منه.»  وقد برز في الأدب أكثر من الفقه. وكان وشّاحًا وقد نظم نحو أربعمائه موشّحة. وله بديعيات في مدح النبي محمد. قال عن شعره عمر فروخ «وشعرُ أبي القاسمِ بن البرّاق متينُ السكب، لكنّ في بعضه شيئًا من الجَفاف.»

## مؤلفاته
له تآليف كثيرة وكان مصنّفٌ بارعٌ مُكثرٌ، وأكثر تصانفيه في الأدب. له عدد من المصنفات شرع بها ولم يُتِمّها. من مؤلفاته:
- «بهجة الأفكار وفُرجة التَّذكار في مختار الأشعار»
- «مباشرة ليلة السَّفح من خبرِ أبي الأصبغِ عبد العزيز بن أبي الفتح»
- «مقالةٌ في الإخوان»:خرّجها من شواهد الحكم ومصنّفٍ في أخبار معاوية
- «الدُّرّ المنظَّمُ في الاختيار المَعَظَّم»، وهو مقسّم على تأليفيم: أحدُهما مُلَحُ الخواطر ولُمَحَ الدفاتر»، والثاني مجموعٌ في ألغاز».
- «روضةُ الحدائق في تأليف الكلام الرائق»، وهو مجموع نظمه ونثره، وفيه فصول منها: مُلتقى السبيل في فضل رمضان، قصيدة في ذكر النبي وأصحابه، وقد سمّاها «القرارة اليثربيّة المخصوصة بشَرَف الأحناء القُدسيّة»
- «خَطَرات الواجد في رثاء الماجد»
- «رجوج الإنذار بهجوم العِذار»
- «تصريح الاعتذار عن تقبيح العِذار»
- «الإفصاح والتصريح عن حقيقة الشعر والتوشيح»: مجموع موشحاته.
- «نور الكمائم»: قطعٌ من شعره، زهدية ووعظية مع فصول أخرى

## وصلات خارجية
- في بوابة الشعراء